# Установка виробництва олефінів у Пуяні
Установка виробництва олефінів у Пуяні — китайське виробництво вуглехімічної промисловості в провінції Хенань.
З другої половини 1990-х за 450 км на південь від Пекіна в Пуяні діяло нафтохімічне виробництво компанії Zhongyuan Petrochemical (група Sinopec), основними видами продукції якого були етилен та пропілен. А в 2011 році зазначені олефіни почали також отримувати шляхом їх синтезу з метанолу. При цьому, на відміну від подібних установок, що зводились на узбережжі та розраховувались передусім на імпортну сировину (наприклад, заводи Ningbo Heyuan Chemical або Zhejiang Xingxing New Energy у Нінбо), планувалось використання місцевого метанолу, який вироблявся не нафто-, а вуглехімічною промисловістю. Так, на момент запуску установки Zhongyuan Petrochemical в провінції Хенань існувало шість таких виробництв на основі вугілля, з них три загальною потужністю 750 тисяч тонн метанолу на рік розташовувались саме в Пуяні. Разом з тим, дана бізнес-модель відрізняє виробництво олефінів Zhongyuan Petrochemical і від створених в той же період у внутрішніх районах Китаю інтегрованих комплексів (наприклад, в Баотоу або Їнчуані), вуглехімічний ланцюжок яких не був розділений на дві частини.
Установка Zhongyuan Petrochemical на основі закупок до 600 тисяч тонн метанолу дозволяє синтезувати по 100 тисяч тонн етилену та пропілену на рік. Одночасно з її спорудженням збільшили потужність лінії поліетилену з 200 до 260 тисяч тонн та запустили додаткову лінію поліпропілену, розраховану на продукування 100 тисяч тонн на рік.